# Aartsbisdom Semarang
Het aartsbisdom Semarang (Latijn: Archidioecesis Semarangensis) is een rooms-katholiek aartsbisdom met als zetel Semarang, hoofdstad van de provincie Midden-Java, in Indonesië. De aartsbisschop van Semarang is metropoliet van de kerkprovincie Semarang, waartoe ook de suffragane bisdommen Malang, Purwokerto en Surabaya behoren.

## Geschiedenis
Het aartsbisdom werd opgericht op 25 juni 1940, als het apostolisch vicariaat Semarang, uit delen van het apostolisch vicariaat Batavia. Op 3 januari 1961 werd het verheven tot metropolitaan aartsbisdom. 

## Parochies
Het aartsbisdom had in 2022 een oppervlakte van 19.189 km2 en telde 22.624.722 inwoners waarvan 1,7% rooms-katholiek was.

## Aartsbisschoppen
- Albert Soegijapranata (apostolisch vicaris: 1 augustus 1940, aartsbisschop: 3 januari 1961 - 22 juli 1963)
- Justinus Darmojuwono (10 december 1963 - 3 juli 1981; kardinaal in 1967)
- Julius Riyadi Darmaatmadja (19 februari 1983 - 11 januari 1996; kardinaal in 1994)
- Ignatius Suharyo Hardjoatmodjo (21 april 1997 - 25 juli 2009; kardinaal in 2019)
- Johannes Maria Trilaksyanta Pujasumarta (12 november 2010 - 10 november 2015)
- Robertus Rubiyatmoko (18 maart 2017 - heden)

## Galerij van afbeeldingen

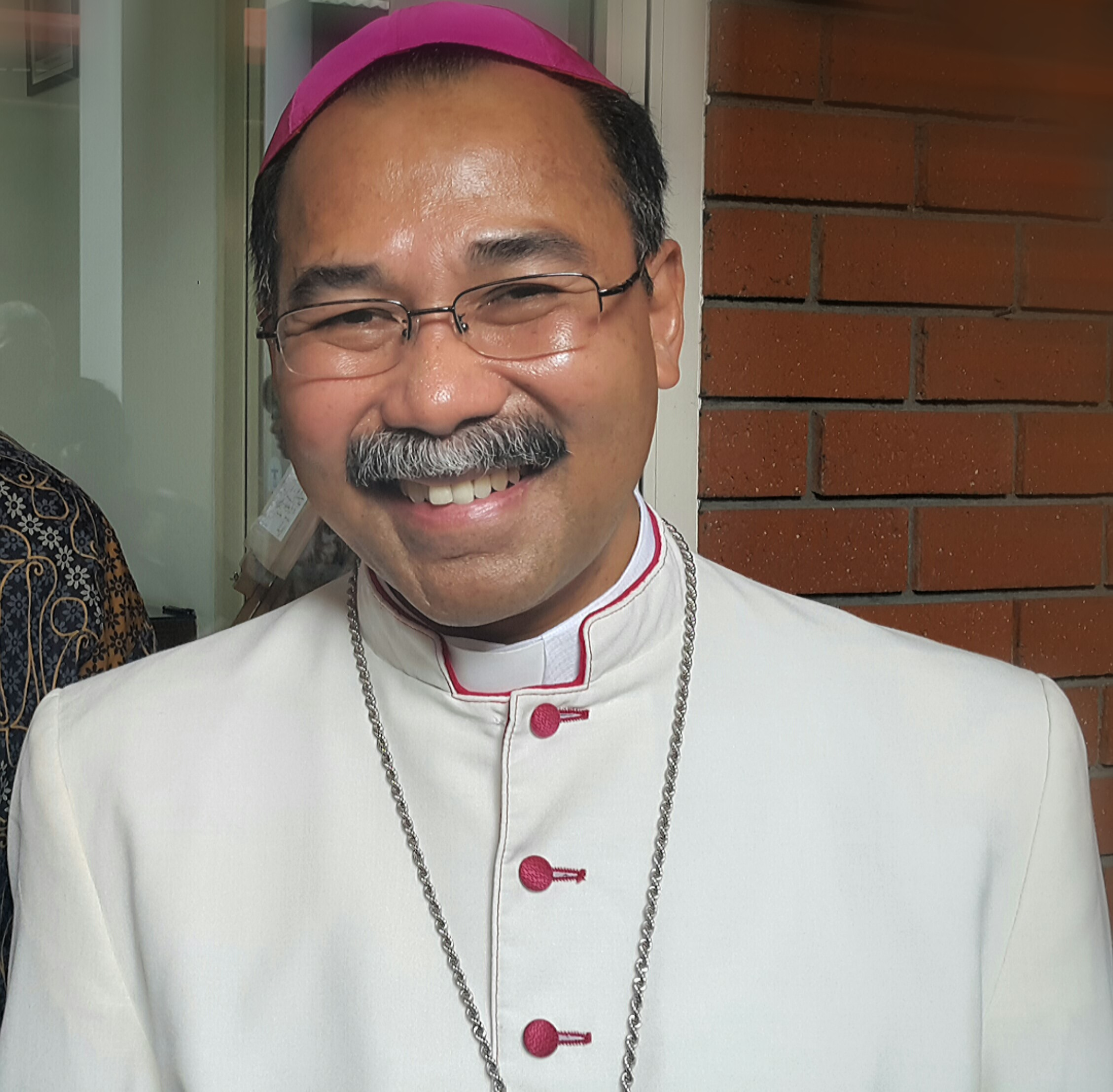
Aartsbisschop Robertus Rubiyatmoko (2017-heden)
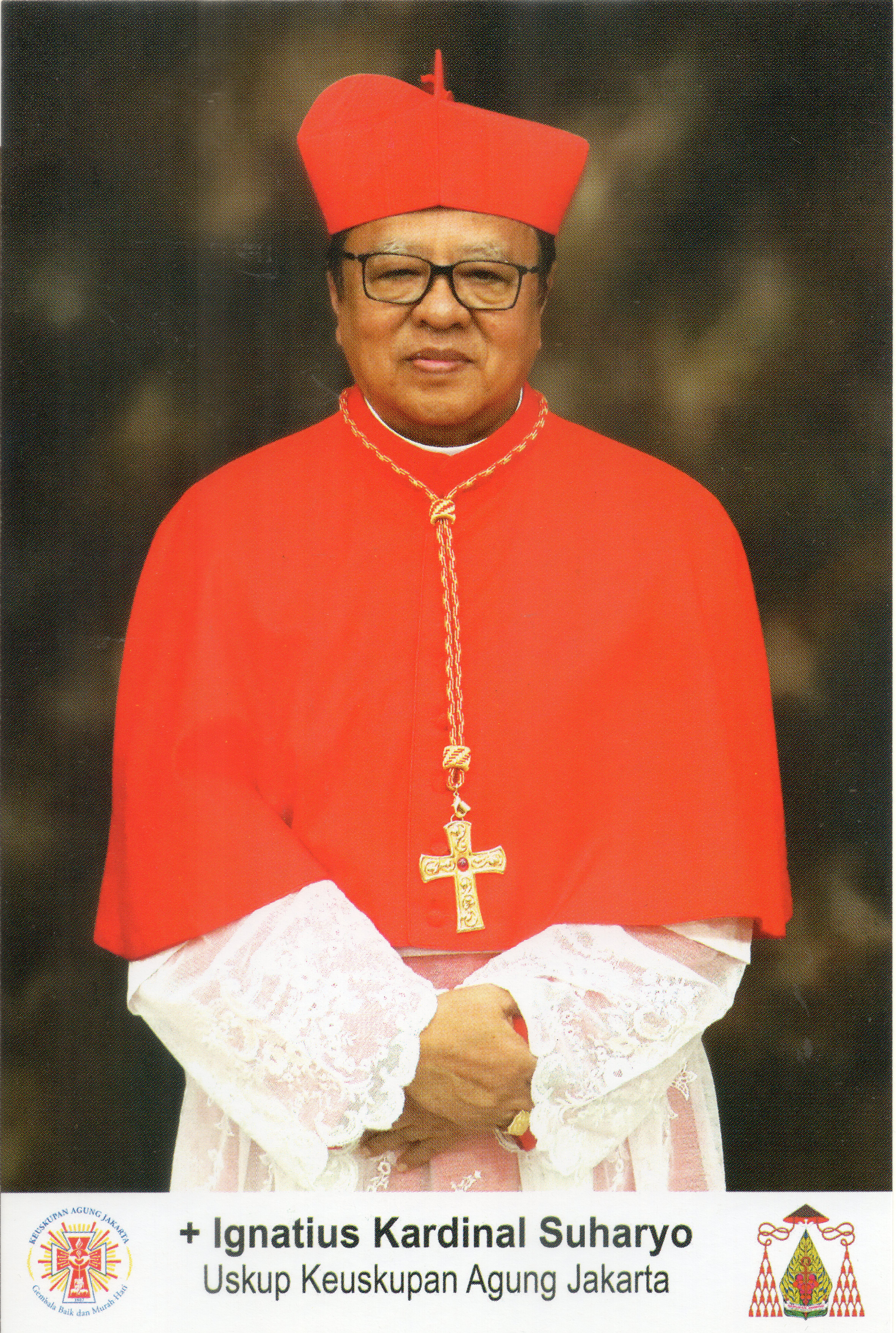
Aartsbisschop Ignatius Suharyo Hardjoatmodjo (1997-2009), kardinaal in 2019
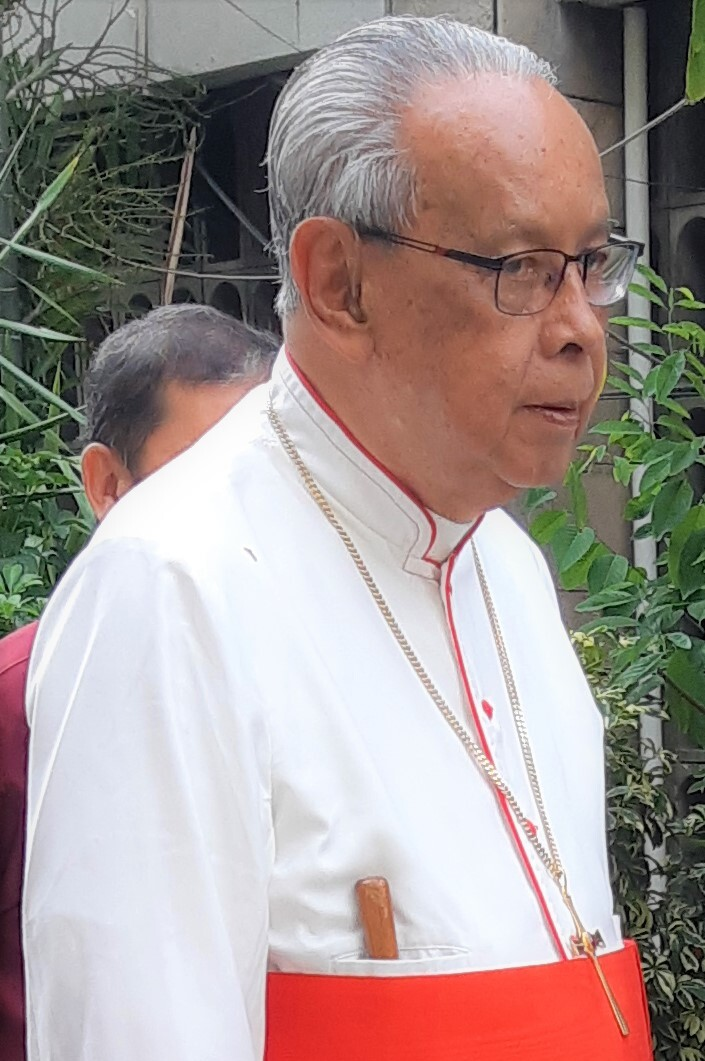
Aartsbisschop Julius Riyadi Darmaatmadja (1983-1996), kardinaal in 1994
Kerkprovincie met aartsbisdom en suffragane bisdommen

Semarang (aartsbisdom) · Malang · Purwokerto · Surabaya